# Zach Braff
Zachary Israel (Zach) Braff (South Orange (New Jersey), 6 april 1975) is een Amerikaanse acteur, scenarist, filmregisseur en filmproducent. Hij brak door als J.D. in de Amerikaanse sitcom Scrubs, waarvoor hij drie keer genomineerd werd voor een Golden Globe.
Zach is geboren als kind van advocaat Hal Braff en psycholoog Anne Brodzinsky. Al van jongs af aan wilde hij filmmaker worden, al begon zijn acteercarrière in vertolkingen van Shakespeare-stukken op het toneel. Zijn eerste filmrol was die in Manhattan Murder Mystery van regisseur Woody Allen. Ook speelde hij in bioscoopfilms zoals Garden State en The Last Kiss en vertolkte hij de stem van kuikentje Chicken Little in de gelijknamige Disney-film.
Braff vertolkt de hoofdrol van stuntelige dokter J.D. in de televisieserie Scrubs, sinds het begin van de serie in 2001. Voor deze rol is hij genomineerd voor drie Golden Globes en een Emmy-Award. Nadat hij verscheidene afleveringen van de televisieserie geregisseerd had, heeft hij de speelfilm Garden State gemaakt. Niet alleen had hij de film geschreven en geregisseerd, maar hij vertolkte ook de hoofdrol. De film is gedeeltelijk gebaseerd op de jeugdervaringen van Braff en werd daarom opgenomen in New Jersey, waar hij opgroeide. Braff won ook een Grammy voor de 'beste samengestelde soundtrack voor een film' voor de soundtrack van Garden State.

## Filmografie
- Going in Style (2017) - regie
- Wish I Was Here (2014) - Aidan Bloom (tevens regisseur)
- Oz the Great and Powerful (2013) - Frank/Finley
- Andrew Henry's Meadow (2010) - Andrew Henry
- The High Cost of Living (2010) - Henry
- The Ex (2007) - Tom Reilly
- The Last Kiss (2006) - Michael
- Chicken Little (2005) - Chicken Little (stem)
- Garden State (2004) - Andrew Largeman (tevens regisseur)
- The Broken Hearts Club: A Romantic Comedy (2000) - Benji
- Blue Moon (2000) - Fred
- Endsville (2000) - Dean
- Getting to Know You (1999) - Wesley
- Manhattan Murder Mystery (1993) - Nick Lipton

## Televisieserie
- Scrubs (serie, 2001-2010) - John Dorian
- Obi-Wan Kenobi (televisieserie, 2022) - Freck